# کلئوپاترا (آرتمیزیا جنتیلسکی، فرارا)
کلئوپاترا یک نقاشی از آرتمیزیا جنتیلسکی است که هم‌اکنون در مجموعه بنیاد کاوالینی اسگاربی در شهر فرارا قرار دارد. قبلاً به اشتباه به گوئیدو کانیاتچی نسبت داده می‌شد. این نقاشی کلئوپاترا را در حال خودکشی با کفچه مار مصری نشان می‌دهد.
جنتیلسکی چهار نسخه مختلف را از کلئوپاترا نقاشی کرد که یکی از آنها در حال حاضر گم شده‌است. این نسخه کلئوپاترا را در حالت قائم نشان می‌دهد، ژستی که توسط هنرمندان معاصری مانند گیدو رنی استفاده می‌شود.

## کتاب‌ها
- Nancy, Jean-Luc (2005). The ground of the image. New York. ISBN 978-0-8232-2540-8.